# Müzekart
Müzekart (türkisch für Museumskarte) ist ein türkischer Museumspass, der exklusiv für Menschen mit festem Wohnsitz in diesem Land angeboten wird.
Der Pass gewährt seit Mitte 2008 für einen Pauschalpreis ein Jahr lang unbeschränkten Zugang zu 185 Museen und 130 historischen Stätten in der Türkei.
Allein in Istanbul kann man damit 14 Einrichtungen besuchen, unter anderen das Topkapı Sarayı Museum, die Hagia Sophia und das Archäologische Museum Istanbul, wo die Karte auch vor Ort verkauft wird.
Sie kann von türkischen Staatsbürgern, ausländischen Studenten und seit 2013 auch von ausländischen Bürgern mit festem Wohnsitz in der Türkei erworben werden.
Laut dem damaligen Tourismusminister Ertuğrul Günay sollte durch die Müzekart die Zahl der einheimischen Besucher in türkischen Museen gesteigert werden, die in Relation zu der Anzahl der ausländischen Besuchern sehr gering ausfiel.
Zwischen der Einführung am 18. Juni 2008 und Juni 2020 wurden bereits über 9 Millionen Müzekart ausgestellt.